# アイルランド人
アイルランド人は、アイルランド島を舞台に形成され、現在西ヨーロッパ、特にアイルランドに居住するケルト系民族をさす。

## 起源
現在アイルランドに住む人々は大別して4つの起源を有すると考えられている。第1には氷河の後退により旧石器時代に最初にやってきた人類集団、第2には新石器時代に農業と巨石文化をもたらした人々、第3には青銅器時代・鉄器時代にヨーロッパ大陸から渡来した人々（ケルト人）、そして第4にはヴァイキング、ノルマン人、イングランド人、低地スコットランド人など中世から近世にかけてアイルランドに移住、植民した人々（ゲルマン人）である。
第1の民族、およびニューグレンジなどの巨石文化で知られる第2の民族についても、その名や使用言語がまったく明らかになっていないが、第2の民族はバスク語に近い言語であった可能性がある。紀元後になりアイルランド島の住民達は自身を Banba、Fódla、Ériu などの自称で呼ぶようになる。ヒベルニア（Hibernia）は古代ローマ人によりつけられた名称である。
古代ローマ帝国後期になると Attacotti、Scoti、そしてゲールといった名称が用いられるようになった。ゲールとはウェールズ語の「襲撃者」 (gwyddell) に由来しており、最終的にアイルランド島の住民は自身をゲール人と呼ぶようになる。
英語における Irish または Ireland という言葉は Érainn、マンスター地方の中央部および南部に住んでいた民族に由来している。ブリテン島やゲール人との海上交易を行っていたこの民族の名が、アイルランド島およびそこに住む人々全体へと用いられるようになった。

### 遺伝子
アイルランド人のY染色体は、ハプログループR1bが81.53％（181/222）と非常に高頻度に見られる。このタイプは上記の第2の民族または第3の民族ケルト人によってもたらされたと考えられる。次いで高いのがクロマニョン人由来（第1の民族由来）のハプログループIであり、14.86％（33/222）である。

## アイルランド人の人名
19世紀から20世紀にかけてアメリカへと移住したアイルランド人の間で、アイルランド語で書かれ発音されていた人名を英語化することが行われた。今日でもアイルランド語、英語両方の名を持つ人々が存在する。
ゲール由来の家名には O’ および Mc（少数は Mac または Ma）で始まる場合があるが、これはそれぞれ○○の孫、子孫を示す接頭語である。例えばアイルランド上王のブライアン・ボル（Brian Boru）の子孫はオブライエン（O'Brien）という具合である。Mc については高地スコットランドの家名と同様に○○の子といった意味である。接頭語 O で始まるアイルランド固有の姓としては、オニール（O'Neill）、オブライエン（O'Brien）、オコナー（O'Connor）、オリアリー（O'Leary）、オショーネシー（O'shaughnessy）、オドネル（O'Donnell）、オトゥール（O'Toole）、オメーラ（O'Meara）、オマリー（O'Malley）、オハラ（O'Hara）、O'Bradaigh、オライリー（O'Reilly）などがある。
同様に Mc、Mac で始まる姓については、マグローイン（McGroyn）、マギンティ（McGuinty）、マクスタフィン（McStiofain）、マクドノー（McDonagh）、マクドナルド（McDonald）、マックィラン（McQuillan）、マッギネス（McGuinness）、マゴニグル（McGonigle）、マッカーサー（MacArthur）、マックイーン（McQueen）、マグワイア（McGuire）、マクマホン（McMahon）などがある。
12世紀後半から13世紀にかけてノルマン人、ウェールズ人、ブリトン人などがアイルランドを侵略してレンスター王国の一部を占領した。それから300年ほどの間に支配階級のアイルランド種族と通婚を繰り返し、現在「古来のアイルランド人よりもアイルランドらしい」と言及されるような文化を作り上げた。
こうした史実を背景に生じたのが Fitz を冠する家名である。Fitz はノルマン語の子 fis に由来する。Fiz で始まる姓は、フィッツジェラルド（FitzGerald）、フィッツシモンズ（FitzSimmons）、フィッツギボンズ（FitzGibbons）、フィッツパトリック（FitzPatrick）、フィッツヘンリー（FitzHenry）などである。

## 現代のアイルランド人
北アイルランドではプロテスタントが多数派を占めているが、2001年の調査ではカトリック教徒が43.8%を占めている。1603年にアイルランドがイングランドの支配下に入ってから、ジェームズ1世、クロムウェル、ウィリアム3世などの治世にイングランド人、スコットランド人のアイルランドへの入植がアイルランド島北部のアルスター地方を中心として盛んに行われた。彼らはノルマン人とは違い、先住アイルランド人と通婚することが少なく、孤立したコミュニティを形成した。
アイルランドで民族主義運動が盛り上がるにつれ、カトリック教徒のナショナリストとプロテスタントのユニオニスト (Unionism in Ireland) 間の対立が発生したが、現在では多くのアイルランド人はプロテスタント系の先祖が存在するのが一般的である。
1920年のアイルランド統治法と翌年のアイルランド自由国建国により、アルスター地方のうち6州は北アイルランドを構成して、残りのアイルランドと分離した。今日の北アイルランドでは、プロテスタントはイングランドまたはスコットランド系の姓、カトリックはアイルランド固有の姓を持つ傾向にあるが、これには例外も多い。

## 海外への移住
アイリッシュ・ディアスポラ  (Irish diaspora)  は、アイルランド島外に移住したアイルランド人たちをさす言葉である。ジャガイモ飢饉による食糧事情などの悪化によって移民になる者が急激に現れ、世界各国に移住した。移住先としてはアメリカ合衆国、イギリス、カナダ、オーストラリア、ニュージーランド、アルゼンチン、南アフリカ共和国、そして西インド諸島などである。これらの国々においてアイルランド系と見なされる人々の数は、合計8000万人にもおよぶ。その成功例がジョン・F・ケネディ大統領らを輩出したケネディ家である。
ヨーロッパ諸国の他にはアメリカ合衆国（アイルランド系アメリカ人）、アルゼンチン（アイルランド系アルゼンチン人）、チリ（アイルランド系チリ人）、ブラジルなどにアイルランド人コミュニティが存在する。アメリカにおけるアイルランド系住民の合計は4400万人と見られており、これはドイツ系に次ぐ規模の民族集団である。ラテンアメリカへの移民は18世紀から19世紀にかけて行われた。アルゼンチンには50万人ものアイルランド系の人がいると見られており、チェ・ゲバラやベルナルド・オイギンス（チリの建国の父）などもアイルランド系の血をひいている。

## 歴史上のアイルランド人
- Diarmait mac Maíl na mBó - レンスター王 1072年死亡
- Echmarcach mac Ragnaill - ダブリン王 アイリッシュ海を支配 1061年以後に死亡
- エリウゲナ - 哲学者 877年死亡
- Maelruanaidh Mor mac Tadg - Moylurg王国の創始者
- Niall of the Nine Hostages - アイルランドの多くの王朝の祖先、450年から455年の間に死亡

その他の人物についてはアイルランド人の一覧を参照